# Aristode N'Dongala
 (avril 2025).
Aristote N'Dongala, né le 19 janvier 1994 à Kinshasa, est un footballeur professionnel congolais qui joue comme ailier et arrière latéral pour Academica Clinceni.

## Carrière en club
N'Dongala rejoint le centre de formation du FC Nantes en 2011, à l'âge de 17 ans. Il fait ses débuts en équipe première pour le club le 22 janvier 2013, remplaçant Adrien Trebel pour les 24 dernières minutes d'un match de Coupe de France contre le SAS Épinal au Stade de la Colombière. Il fait ses débuts en Ligue 1 le 17 mai 2014 contre le SC Bastia lors d'une victoire 0-1 à l'extérieur, jouant l'intégralité du match.
En janvier 2017, N'Dongala signe avec le club de Première Ligue bulgare du Lokomotiv Gorna Oryahovitsa. Après une absence sans rapport justificatif au début de la saison 2017-2018, le club a donc décidé d'engagé une procédure judiciaire auprès de la FIFA. Cependant, il a été annoncé comme nouvel ajout à l'équipe le 15 septembre.
En janvier 2018, il signe un contrat avec Cherno More. Le 17 février, il fait ses débuts lors d'une défaite 1-4 à domicile contre Beroe. En janvier 2020, N'Dongala s'engage avec l'équipe Academica Clinceni de la Roumanie voisine.

## Carrière internationale

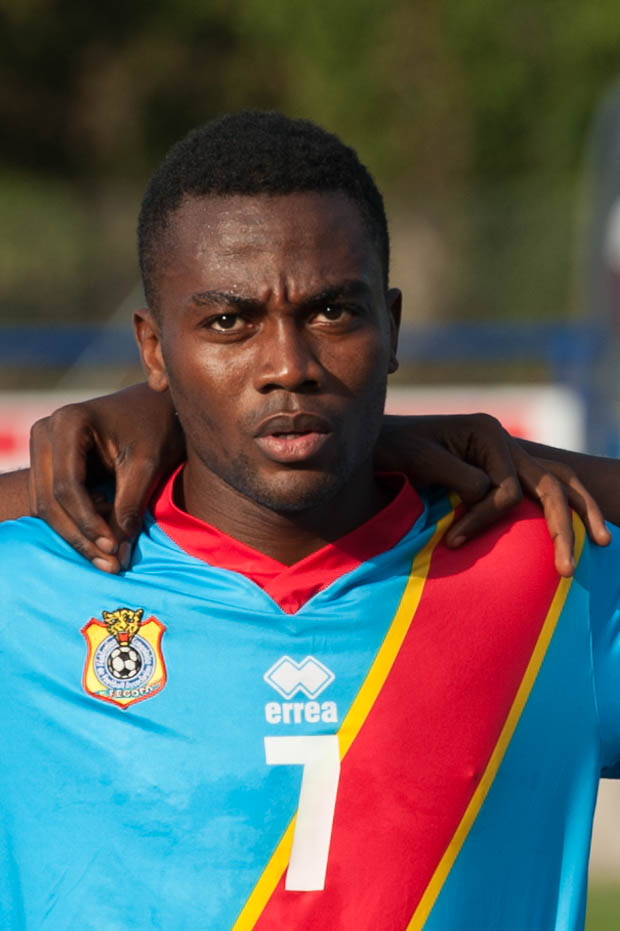
N'Dongala avec la RD Congo U20 en 2014.

En 2013, N'Dongala est sélectionné par Sébastien Migné, sélectionneur de l'équipe nationale des moins de 20 ans de la RDC, pour faire partie de l'équipe nationale de football des moins de 20 ans de la République démocratique du Congo pour le Championnat d'Afrique des jeunes 2013 en Algérie,.
Il a fait ses débuts en équipe nationale senior de la RDC en 2015, lors d'un match contre Madagascar.

## Statistiques de carrière
| Club         | Season       | League                  | League | League | Cup  | Cup   | Europe | Europe | Total | Total |
| Club         | Season       | Division                | Apps   | Goals  | Apps | Goals | Apps   | Goals  | Apps  | Goals |
| ------------ | ------------ | ----------------------- | ------ | ------ | ---- | ----- | ------ | ------ | ----- | ----- |
| Nantes       | 2012–13      | Ligue 1                 | 0      | 0      | 1    | 0     | —      | —      | 1     | 0     |
| Nantes       | 2013–14      | Ligue 1                 | 1      | 0      | 0    | 0     | —      | —      | 1     | 0     |
| Nantes       | 2014–15      | Ligue 1                 | 1      | 0      | 0    | 0     | —      | —      | 1     | 0     |
| Nantes       | 2015–16      | Ligue 1                 | 0      | 0      | 0    | 0     | —      | —      | 0     | 0     |
| Nantes       | Total        | Total                   | 2      | 0      | 1    | 0     | 0      | 0      | 3     | 0     |
| Nantes B     | 2012–13      | National 3              | 10     | 2      | —    | —     | —      | —      | 10    | 2     |
| Nantes B     | 2013–14      | National 2              | 24     | 0      | —    | —     | —      | —      | 24    | 0     |
| Nantes B     | 2014–15      | National 2              | 28     | 0      | —    | —     | —      | —      | 28    | 0     |
| Nantes B     | 2015–16      | National 2              | 21     | 1      | —    | —     | —      | —      | 21    | 1     |
| Nantes B     | Total        | Total                   | 83     | 3      | 0    | 0     | 0      | 0      | 83    | 3     |
| Sprimont     | 2016–17      | First Amateur Division  | 9      | 1      | 1    | 0     | —      | —      | 10    | 1     |
| Lokomotiv GO | 2016–17      | Bulgarian First League  | 16     | 6      | 0    | 0     | —      | —      | 16    | 6     |
| Lokomotiv GO | 2017–18      | Bulgarian Second League | 10     | 4      | 1    | 0     | —      | —      | 11    | 4     |
| Lokomotiv GO | Total        | Total                   | 26     | 10     | 1    | 0     | 0      | 0      | 27    | 10    |
| Cherno More  | 2017–18      | Bulgarian First League  | 8      | 0      | 0    | 0     | —      | —      | 8     | 0     |
| Cherno More  | 2018–19      | Bulgarian First League  | 33     | 2      | 1    | 0     | —      | —      | 34    | 2     |
| Cherno More  | 2019–20      | Bulgarian First League  | 17     | 1      | 2    | 0     | —      | —      | 19    | 1     |
| Cherno More  | Total        | Total                   | 58     | 3      | 3    | 0     | 0      | 0      | 61    | 3     |
| Career total | Career total | Career total            | 178    | 17     | 6    | 0     | 0      | 0      | 184   | 17    |